# Estación de Las Tres Torres
Las Tres Torres (en catalán y oficialmente Les Tres Torres) es una estación de la red de Ferrocarriles de la Generalidad de Cataluña (FGC) perteneciente al bloque de líneas del Metro del Vallés situada en el distrito de Sarriá-San Gervasio de Barcelona. La estación tuvo en 2018 un tráfico total de 1 066 648 pasajeros, de los cuales 873 988 corresponden a servicios urbanos y 192 660 al Metro del Vallés

## Situación ferroviaria
La estación se encuentra en el punto kilométrico 4,1 de la línea de ancho internacional Barcelona-Sarriá, a 85 metros de altitud, entre las estaciones de La Buenanueva y Sarriá. El tramo es de vía doble y está electrificado.

## Historia
El tramo de 4,6 km al que pertenece la estación fue inaugurado oficialmente el 25 de junio de 1863 por la Compañía del ferrocarril de Sarriá a Barcelona (FSB). Originariamente la línea estaba construida en ancho ibérico antiguo (1672 mm) y su propósito inicial era unir las dos poblaciones, puesto que entonces Sarriá era un municipio independiente.
El 26 de octubre de 1905 se completó la electrificación del tramo Plaza de Cataluña-Sarriá (al que pertenece la estación) y se cambió el ancho de la vía a internacional estándar (1435 mm), por lo que fue la primera línea en España en electrificarse.
La antigua estación de superficie, originalmente llamada Enllaç, se puso en servicio el 17 de diciembre de 1906, aunque la línea existía desde 1863. La estación tenía enlace con la línea de tranvía del Pie del Funicular, y tenía las dos vías generales y andenes laterales cubiertos con marquesinas, siendo una de ellas doble para cubrir la parte del tren de Sarriá y la del tranvía de Anglí. A partir de 1919 la estación tendría importancia para suprimir los tranvías directos Plaza de Cataluña-Anglí y tener que hacer transbordo en este punto. La estación actual se inauguró en 1929 con el soterramiento de la Línea de Gracia de FGC.
El estallido de la Guerra Civil en 1936 dejó la estación en zona republicana. En la práctica el control recayó en los comités de obreros y ferroviarios.Con el final de la guerra, se devolvió la gestión de la línea y la infraestructura a sus propietarios. Hay que destacar que esta línea no pasó a manos de RENFE en 1941 por no ser de ancho ibérico (1672 mm).
A partir del 12 de mayo de 1952, la estación pasó a ser subterránea, debido al soterramiento de la línea entre Muntaner y Sarriá. La estación no se concibe como estación de ferrocarril metropolitano hasta 1954, momento en que se construye y abre al público el ramal de Gracia a Avenida Tibidabo y unos años después el ramal de Sarriá a Reina Elisenda. Durante los años cincuenta del siglo XX se construyó una estación provisional formada por las dos vías generales con andenes laterales con marquesinas y una taquilla en un extremo.
FSB  a partir de la década de 1970 empezó a sufrir problemas financieros debido a la inflación, el aumento de los gastos de explotación y tarifas obligadas sin ninguna compensación. En 1977 después de pedir subvenciones a diferentes instituciones, solicitó el rescate de la concesión de las líneas urbanas pero el Ayuntamiento de Barcelona denegó la petición y el 23 de mayo de 1977 se anunció la clausura de la red a partir del 20 de junio.
El 17 de junio de 1977 por Real decreto se transfirieron las líneas a Ferrocarriles de Vía Estrecha (FEVE) de forma provisional, mientras el Ministerio de Obras Públicas del Gobierno de España, la Diputación de Barcelona, la Corporación Metropolitana de Barcelona y la Ayuntamiento de Barcelona estudiaban el régimen de explotación de esta red. Debido a la indefinición se produjo una degradación del material e instalaciones, que en algún momento determinaron la paralización de la explotación.
Con la reinstauración de la Generalidad de Cataluña, el Gobierno de España traspasó a la Generalidad la gestión de las líneas explotadas por FEVE en Cataluña, gestionando así los Ferrocarriles de Cataluña a través del Departamento de Política Territorial y Obras Públicas (DPTOP) hasta que se creó en 1979 la empresa Ferrocarriles de la Generalidad de Cataluña (FGC), la cual integraba el 7 de noviembre a su red estos ferrocarriles con la denominación línea Cataluña y Sarriá.
En 1977 la empresa acumulaba muchas deudas y anunció la clausura de la red. El gobierno lo evitó otorgando la explotación a FEVE y finalmente el 7 de noviembre de 1979 se traspasó la línea a FGC. En 1982 se creó la línea U6, por lo que pasó a considerarse como estación de metro, pero no es exclusiva de servicios urbanos, sino que en ella paran los trenes de líneas suburbanas (S5, S6 y S7). En 2003 la línea U6 pasó a llamarse L6.

## La estación[3]
La actual estación de Las Tres Torres se encuentra bajo la Vía Augusta, entre las calles Ángel Guimerá y Doctor Roux y al estar a muy poca profundidad tiene acceso independiente para cada andén, no habiendo comunicación entre ellos. La estación se ubica en un solo nivel con tres naves paralelas, dos naves laterales con dos entradas a cada una de ellas con escaleras fijas y un ascensor que convergen en un vestíbulo donde se ubican máquinas expendedoras de billetes y barreras de control para acceder a los andenes a nivel. Los trenes circulan por la nave central formada por las dos vías generales separadas por columnas y con andenes laterales de 60 metros de longitud, prorrogados en 2003 por el lado de Sarriá hasta los 75 metros aunque con una anchura menor.

## Servicios ferroviarios
No todos los servicios efectúan parada en la estación, por lo que hay estar atento a estos trenes para evitar accidentes. El horario de la estación se puede descargar del siguiente enlace. El plano de las líneas del Vallés en este enlace. El plano integrado de la red ferroviaria de Barcelona puede descargarse en este enlace.
| << cabecera                   | < estación    | línea                     | estación > | cabecera >>             |
| ----------------------------- | ------------- | ------------------------- | ---------- | ----------------------- |
| Línea Barcelona-Vallés de FGC |               |                           |            |                         |
| Barcelona-Plaza de Cataluña   | La Buenanueva |                           | Sarriá     | Sarriá                  |
| Barcelona-Plaza de Cataluña   | La Buenanueva |                           | Sarriá     | Tarrasa-Naciones Unidas |
| Barcelona-Plaza de Cataluña   | La Buenanueva | Sabadell-Parque del Norte | Sarriá     |                         |